# Соуза дос Сантос, Пауло Винисиус
Пауло Винисиус Соуза дос Сантос (порт.-браз. Paulo Vinícius Souza dos Santos; 21 февраля 1990, Сан-Паулу, Бразилия) — венгерский и бразильский футболист, защитник клуба БВСК. Выступал за сборную Венгрии.

## Биография

### Клубная карьера
Воспитанник бразильского клуба «Сан-Паулу». Профессиональную карьеру начал в футбольном клубе «Ривер Плейт», в составе которого провёл 25 матчей и забил 1 гол в чемпионате Уругвая.
В 2011 году подписал контракт с венгерским клубом «Видеотон» (ныне «Фехервар»).

### Карьера в сборной
После получения венгерского гражданства в 2017 году, начал привлекаться в сборную Венгрии. Его дебют в составе национальной сборной состоялся 25 марта 2017 года в матче отборочного турнира Чемпионата мира 2018 против сборной Португалии.

### Семья
Пауло женат и имеет сына. С 2017 года вся его семья также является гражданами Венгрии.

## Достижения
- Чемпион Венгрии (2): 2014/15, 2017/18